# Mydromera carmina
Mydromera carmina är en fjärilsart som beskrevs av William Schaus 1938. Mydromera carmina ingår i släktet Mydromera och familjen björnspinnare. Inga underarter finns listade i Catalogue of Life.